# Gruškovec
Gruškovec este o localitate din comuna Cirkulane, Slovenia, cu o populație de 147 de locuitori.